# Sam McDaniel
Samuel Rufus McDaniel (28 de enero de 1886-24 de septiembre de 1962) fue un actor estadounidense que apareció en más de 210 series de televisión y películas entre 1929 y 1950. Fue el hermano mayor de las actrices Etta McDaniel y Hattie McDaniel.

## Primeros años
Nacido en Wichita, Kansas, hijo de antiguos esclavos, McDaniel era uno de los trece hijos de la familia. Su padre, Henry McDaniel, luchó en la Guerra de Secesión con el 122nd USCT y su madre, Susan Holbert, era cantante de música gospel. En 1900, la familia se trasladó a Colorado, viviendo primero en Fort Collins y luego en Denver, donde creció y se graduó en el Denver East High School. Los hijos de la familia McDaniel tenían un espectáculo itinerante de ministril. Tras la muerte de su hermano Otis en 1916, la compañía empezó a perder dinero. En 1931, McDaniel encontró trabajo en Los Ángeles juntó con sus hermanas Hattie, Etta y Orlena. Sam trabajaba en el programa de radio KNX llamado The Optimistic Doughnut Hour, y consiguió que su hermana tuviera un espacio.

## Carrera
McDaniel interpretó casi exclusivamente papeles de mayordomo, conserje, Valet parking, portero de ferrocarril y sirviente en las películas.
Interpretó a Doc, el competente cocinero del barco, en la película ganadora de un Oscar en 1937, Captains Courageous. También interpretó al mayordomo Spiffingham en la película de Los Tres Chiflados Heavenly Daze (1948). También es el único afroamericano que ha aparecido en I Love Lucy, interpretando a "Sam the Porter" en el episodio de 1955 "The Great Train Robbery". Apareció sin acreditar interpretando a un camarero en un tren tanto en la película de 1947 The Egg and I (juntó con Fred MacMurray y Claudette Colbert) como en su primera continuación Ma and Pa Kettle (1949). También interpretó varios papeles secundarios en el programa de televisión The Amos 'n' Andy Show (1951-53).

## Muerte
McDaneil murió debido a un cáncer de garganta el 24 de septiembre de 1962 en Woodland Hills, Los Ángeles, California.

## Filmografía
| - Hallelujah (1929) como Adam (primera aparición) - Brown Gravy (1929) - Dance, Fools, Dance (1931) como mayordomo de Luva (Sin acreditar) - The Public Enemy (1931) como jefe de camareros - A Free Soul (1931) como valet del Casino (Sin acreditar) - Guilty Hands (1931) as Jimmy (Sin acreditar) - Are You Listening? (1932) - Grand Hotel (1932) - Los ricos están con nosotros (The Rich Are Always with Us, 1932) como Max, mayordomo de Julian Tierney - Movie Crazy (1932) como asistente del baño de hombres (Sin acreditar) - Once in a Lifetime (1932) - Whistling in the Dark (1933) - Employees' Entrance (1933) como conserje del edificio (sin acreditar) - Blondie Johnson (1933) - Footlight Parade (1933) - The Late Christopher Bean (1933) - Lady Killer (1933) - Going Hollywood (1933) como Rasputin, conserje del tren - Broadway Thru a Keyhole (1933) - Fugitive Lovers (1934) como conserje (Sin acreditar) - Manhattan Melodrama (1934) como hombre negro (Sin acreditar) - Operator 13 (1934) - The Old Fashioned Way (1934) como conserje del tren - The Dragon Murder Case (1934) - Belle of the Nineties (1934) como admirador de Jasmine (Sin acreditar) - Evelyn Prentice (1934) - Kid Millions (1934) como mayordomo de Ship (Sin acreditar) - One Hour Late (1934) como camarero - Gold Diggers of 1935 (1935) - Rendezvous (1935) - Hearts Divided (1936) - Poor Little Rich Girl (1936) - The Gorgeous Hussy (1936) - Polo Joe (1936) como Harvey (Sin acreditar) - A Family Affair (1937) - Dark Manhattan (1937) como Jack Johnson - Captains Courageous (1937) como Doc - It Happened in Hollywood (1937) - Jezabel (1938) - Four's a Crowd (1938) - They Made Me a Criminal (1939) - Union Pacific (1939) - Days of Jesse James (1939) - Virginia City (1940) - Brother Orchid (1940) - Too Many Husbands (1940) como conserje - Virginia (1941) | - The Great Lie (1941) - Bad Men of Missouri (1941) - You Belong to Me (1941) - All Through the Night (1942) - In This Our Life (1942) - Silver Queen (1942) - I Was Framed (1942) como Kit Carson, cocinero y sirviente - After Midnight with Boston Blackie como conserje del tren (Sin acreditar) - Son of Dracula (1943) como Andy (Sin acreditar) - The Iron Major (1943) - The Adventures of Mark Twain (1944) - Andy Hardy's Blonde Trouble (1944) - 3 Men in White (1944) - Double Indemnity (1944) como Charlie, encargado del garaje - Three Little Sisters (1944) como Benjy - Home in Indiana (1944) - Tall in the Saddle (1944) - Music for Millions (1944) - Experiment Perilous (1944) como conserje del tren (1945) - The Naughty Nineties (1945) - Lady on a Train (1945) - My Reputation (1946) - Without Reservations (1946) como Freddy - Centennial Summer (1946) - Never Say Goodbye (1946) - The Egg and I (1947) - The Secret Life of Walter Mitty (1947) - The Foxes of Harrow (1947) - Race Street (1948) - The Babe Ruth Story (1948) - Heavenly Daze (1948, Cortometraje) - Ma and Pa Kettle (1949) - Flamingo Road (1949) - The File on Thelma Jordon (1950) - The President's Lady (1953) - Sangaree (1953) - A Lion Is in the Streets (1953) - Affair with a Stranger (1953) - Carmen Jones (1954) - A Man Called Peter (1955) - Good Morning, Miss Dove (1956) - Johnny Trouble (1957) - A Hole in the Head (1959) - Ice Palace (1960) - The Adventures of Huckleberry Finn (1960) (última aparición en el cine) |